# Cherbezatina oblongula
Cherbezatina oblongula är en skalbaggsart som beskrevs av Leon Fairmaire 1903. Cherbezatina oblongula ingår i släktet Cherbezatina och familjen Melolonthidae. Inga underarter finns listade i Catalogue of Life.